# Rozporządzenie wykonawcze 6102
Rozporządzenie wykonawcze nr 6102 – rozporządzenie wykonawcze podpisane 5 kwietnia 1933 przez prezydenta Stanów Zjednoczonych Franklina D. Roosevelta, zakazujące obywatelom USA gromadzenia złota, złotych monet oraz certyfikatów złota.

## Efekt rozporządzenia

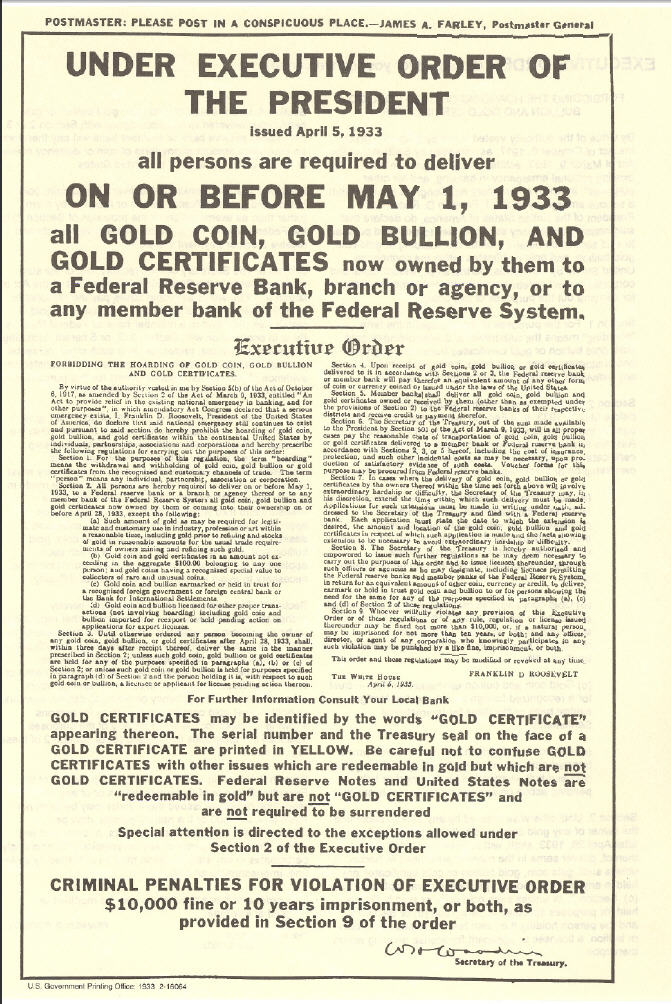
Rozporządzenie wykonawcze 6102

Rozporządzenie wykonawcze nr 6102 narzucało na obywateli Stanów Zjednoczonych obowiązek dostarczenia do 1 maja 1933 r., całego posiadanego złota z wyjątkiem małej ilości złotych monet i złota bulionowego oraz certyfikatów złota do Rezerwy Federalnej i wymienienie go na dolary po kursie 20,67 USD za uncję trojańską. Złamanie tego rozporządzenia było groziło karą w wysokości 10 000 USD (uwzględniając inflację, odpowiadających wartości ok. 167 000 USD w 2010 roku) łącznie lub zamiennie z karą 10 lat więzienia.
Rozporządzenie 6102 wyłączało posiadaczy do celów przemysłowych, profesjonalnych lub do wyrobu sztuki, co dotyczyło m.in. artystów, jubilerów oraz dentystów. Rozporządzenie zezwalało pojedynczej osobie na posiadanie do 100 dolarów w złotych monetach (1677 USD przy dzisiejszych cenach uwzględniających inflację do roku 2010). Ten sam paragraf wyłączał „monety złote posiadające specjalną rozpoznawalną wartość dla zbieraczy rzadkich i wyjątkowych monet”. Chroniło ono zbieraczy złotych monet przed prawnym zajęciem ich kolekcji oraz potencjalną możliwością przetopienia zbioru.
Cena złota na rynku międzynarodowym w następstwie tego rozporządzenia wzrosła do 35 USD za uncję (587 USD licząc po dzisiejszych cenach). Całkowity zysk, który osiągnął rząd, został przeznaczony na stworzenie Funduszu Stabilizacyjnego Wymiany Handlowej utworzonego przez prawo dotyczące Rezerw Złota w 1934 roku.
Regulacje prawne, które zostały wydane po tym rozporządzeniu, zostały zmodyfikowane przez rozporządzenie wykonawcze 6111 wydane 20 kwietnia 1933. Obydwa rozporządzenia zostały ostatecznie odwołane przez rozporządzenia wykonawcze nr 6260 oraz 6261 wydane 28 i 29 sierpnia 1933 roku.
Według szacunków Miltona Friedmana na mocy rozporządzenia skonfiskowano 3,9 mln uncji, co daje ok. 20% złota będącego w obiegu w marcu 1933 roku.

## Unieważnienie i ponowienie
Rozporządzenie zostało raz zaskarżone – w tym przypadku sąd federalny uznał je za nieprawidłowe na gruncie prawnym, jako że zostało ono podpisane przez prezydenta, a nie Sekretarza Skarbu jak to jest wymagane przez prawo amerykańskie.
Tłem tej sprawy było to, że nowojorski adwokat, Frederick Barber Campbell, złożył depozyt w banku Chase National na ponad 5000 uncji złota. Gdy Campbell próbował podjąć złoto, bank Chase odmówił i Campbell pozwał bank. Oskarżyciel federalny został następnie oskarżony przez Campbella następnego dnia, (27 września 1933) za namawianie do zrzeczenia się praw własności do swojego złota. Ostatecznie oskarżenie Campbella upadło, lecz prawo rządu federalnego do zajęcia złota zostało utrzymane.
Sprawa ta zmusiła administrację Roosevelta do wydania nowego rozporządzenia wykonawczego z podpisem Sekretarza Skarbu (Henry Morgenthau, Jr.), który obowiązywał przez kilka miesięcy do momentu wydania prawa tworzącego Rezerwę Złota 30 stycznia 1934.

## Uchylenie i późniejsze wydarzenia
Prawo dotyczące utworzenia Rezerwy Złota z roku 1934 spowodowało, że klauzule odnoszące się do złota stały się niewykonalne i spowodowało zmianę wartości dolara do złota z 20,67 USD do 35 USD za uncję. Ta cena została utrzymana do 15 sierpnia 1971, gdy prezydent Richard Nixon oświadczył, że Stany Zjednoczone nie będą więcej dokonywać wymiany dolarów na złoto po stałej cenie, co stało się momentem odejścia od standardu złota do międzynarodowej wymiany handlowej.
Ograniczenie w posiadaniu złota na terenie Stanów Zjednoczonych zostało utrzymane aż do 31 grudnia 1974 roku, czyli do momentu podpisania przez prezydenta Geralda Forda prawa legalizującego prywatne posiadanie złotych monet, sztabek oraz certyfikatów złota.

## Zajęcia skrytek bankowych
Zgodnie z powszechną plotką w internecie, prezydent Roosevelt rozkazał, aby wszystkie skrytki bankowe w kraju zostały otwarte i przeszukane na okoliczność przechowywania złota. Plotka ta przytacza nawet akapit, który odnosiłby się do tego faktu. Jednak sprawdzenie prawdziwego rozporządzenia wykazuje, że nigdy taka wzmianka w nim się nie pojawiła. W rzeczywistości, skrytki bankowe posiadane przez indywidualne osoby nigdy nie były przeszukiwane lub zajmowane na mocy tego rozporządzenia. Jeśli zdarzały się takie przypadki, było to robione na mocy innego prawa i w związku z innymi okolicznościami niż przytaczane przez autorów plotki. Jeden z takich przypadków zdarzył się w 1936, gdy skrytka Zelika Josefowitza, który nie był obywatelem USA, zawierająca ponad 10 tys. uncji złota, została zajęta w toku postępowania dotyczącego śledztwa o nadużycia podatkowe.
Ministerstwo Skarbu weszło w posiadanie zawartości dużej liczby skrytek z powodu upadków banków. W latach 30. XX wieku ponad 3 tys. banków upadło, zaś ich zawartość przeszła pod opiekę Skarbu. Jeżeli nikt nie zgłosił faktu posiadania prawa własności skrytki, to zawartość przechodziła na własność państwa. We wrześniu 1981 roku, w siedzibie Ministerstwa Skarbu, przechowywano jeszcze 1605 tekturowych kartonów z zawartościami skrytek, których właściciele nie zgłosili się do tego czasu.

## Podobne prawa w innych krajach
W Australii część IV prawa bankowego z roku 1959, pozwoliła rządowi na zajęcie złota należącego do prywatnych właścicieli w zamian za pieniądze papierowe, gdzie Gubernator Generalny Australii „jest przekonany, że należało tak zrobić w celu ochrony waluty bądź dla zaufania społecznego”. Od 30 stycznia 1976, prawo to zostało zawieszone.